# Knićanin
 Ovo je glavno značenje pojma Knićanin. Za druga značenja pogledajte Knićanin (razdvojba).
Knićanin (srp.: Книћанин, njemački: Rudolfsgnad) je naselje u Banatu u Vojvodini u sastavu općine Zrenjanin.

## Nijemci u Knićaninu
Do Drugoga svjetskoga rata Knićanin je bilo njemačko naselje, Nijemci su deportirani, a u njihove kuće kolonizirani su Srbi. Selo je služilo i kao partizanski logor za Nijemce.

## Stanovništvo
U naselju Knićanin živi 2.034 stanovnika, od toga 1.610 punoljetna stanovnika, prosječna starost stanovništva iznosi 39,2 godina (38,4 kod muškaraca i 39,9 kod žena). U naselju ima 671 domaćinstava, a prosječan broj članova po domaćinstvu je 3,03.
| Etnički sastav 2002. |            |        |
| Narod                | Stanovnika | %      |
| Srbi                 | 1.981      | 97,39% |
| Mađari               | 17         | 0,83%  |
| Jugoslaveni          | 9          | 0,44%  |
| Slovaci              | 4          | 0,19%  |
| Hrvati               | 3          | 0,14%  |
| Muslimani            | 2          | 0,09%  |
| Nijemci              | 2          | 0,09%  |
| Makedonci            | 2          | 0,09%  |
| ostali               | 6          | 0,24%  |
| nepoznato            | 0          | 0,0%   |

| broj stanovnika | 5977  | 1802  | 2169  | 2251  | 2226  | 2227  | 2034  |
|                 | 1948. | 1953. | 1961. | 1971. | 1981. | 1991. | 2001. |

## Vanjske poveznice
- Karte, položaj i vremenska prognoza